# Hahncappsia cochisensis
Hahncappsia cochisensis là một loài bướm đêm trong họ Crambidae.